# Plastoglobule
Plastoglobule (ang. plastoglobules) - występują we wszystkich plastydach, w matrix lub ciałach prolamellarnych w postaci kulistych, nieobłonionych, osmofilnych ciał. W ich skład wchodzą lipofilne plastochinony: plastochinon 45, plastohydrochinon, witamina E i K, karotenoidy. Odgrywają rolę w tworzeniu aparatu fotosyntetycznego i gromadzą składniki błon tylakoidów.